# Cantó de Châteauvillain
El cantó de Châteauvillain és un cantó francès del departament de l'Alt Marne, situat al districte de Chaumont. Té 14 municipis i el cap és Châteauvillain.

## Municipis
- Aizanville
- Blessonville
- Braux-le-Châtel
- Bricon
- Châteauvillain
- Cirfontaines-en-Azois
- Dinteville
- Laferté-sur-Aube
- Lanty-sur-Aube
- Latrecey-Ormoy-sur-Aube
- Orges
- Pont-la-Ville
- Silvarouvres
- Villars-en-Azois

## Història
| Data d'elecció                           | Identitat                            | Partit                     | Qualitat |
| ---------------------------------------- | ------------------------------------ | -------------------------- | -------- |
| 1945-19..                                | M. Chandon de Briailles              | PRG                        |          |
| 19..-1973                                | Marie-Pierre Félix de la Ville Baugé | Divers droite              |          |
| 1973-1979                                | Jean Rouot                           | PRG                        |          |
| 1979-1992                                | Jean-Claude Guyot                    | UDF-CDS                    |          |
| 1992-1998                                | Henri de la Ville Baugé              | UDF                        |          |
| 1998-2004                                | Jean-Claude Guyot                    | Divers droite              |          |
| 2004-                                    | Marie-Claude Lavocat                 | Divers droite, després UMP |          |
| les dades anteriors no són pas conegudes |                                      |                            |          |
|                                          |                                      |                            |          |

## Demografia
| A partir de 1990: Població sense dobles comptes |